# Biffy Clyro
Biffy Clyro es una banda de rock procedente de Kilmarnock, Escocia, formada en 1995 por Simon Neil (guitarra, voz), y los hermanos James Johnston (bajo, voces) y Ben Johnston (batería, voces). Todo comenzó cuando Simon y Ben, con apenas quince años, comienzan a tocar canciones. A ellos se les unió pronto James, hermano de Ben, y entre los tres estuvieron durante dos años ensayando versiones de otras bandas, a la vez que componían sus propios temas.
En 1997, sus estudios universitarios les obligan a mudarse a Glasgow, donde siguieron adelante con su afición a la música. Allí ofrecen varios conciertos en locales de la ciudad, con una gran acogida por parte del público. Muy pronto fueron contactados por un conocido mánager, Dee Bahl, que a partir de entonces se encargaría de la representación del grupo.
Su primera gran oportunidad se la brindó el sello Babi Yaga, que les ofreció la posibilidad de grabar un primer sencillo que se hizo popular en las emisoras de radio escocesas. Ante las perspectivas generados, otro conocido sello, Electric Honey, les ofreció grabar en EP, que llevaría por título Thekidswhopoptodaywillrocktomorrow y que fue lanzado el 13 de junio de 2000, una grabación de edición limitada que incluía cuatro temas de la banda.
Después de sus tres primeros álbumes, la banda alcanzó el éxito con su cuarto trabajo,  Puzzle en 2007. El álbum fue disco de oro en el Reino Unido, al vender más de 100.000 unidades. La popularidad de Biffy Clyro creció entre 2008 y 2009 con el lanzamiento de los sencillos "Mountains" y "That Golden Rule", que alcanzaron el top 10 de la lista de éxitos británica. Su penúltimo álbum, Only Revolutions, alcanzó el tercer puesto en las listas de ventas británicas y llegó al disco de oro pocos días después de su lanzamiento en 2009, consiguiendo el platino en 2010 y posteriormente fue nominado al Mercury Music Prize.
En 2011, la banda anuncia la intención de sacar un par de álbumes al mercado, que llevarían por título The Land at the End of Our Toes y The Sand at the Core of Our Bones, cuya fecha prevista de salida sería en 2012. Finalmente, agruparon los dos álbumes een un doble que titularon 'Opposites' y que salió al mercado el 28 de enero de 2013 como sexto álbum de estudio de los escoceses.
El lanzamiento del álbum vino precedido por el estreno del tema "Black Chandelier", publicado como sencillo principal unos días antes. Anteriormente se había estrenado en las radios británicas el tema "Stingin' Belle", que vino acompañado de un vídeo promocional y con el que la banda preparaba a sus fans para el lanzamiento de 'Opposites'.
Biffy Clyro alcanzó por primera vez lo más alto de las listas británicas con este nuevo álbum, del que Simon Neil dijo: "Cada álbum tiene la vibra exactamente opuesta al otro líricamente (...) Uno trata de poner las cosas de la peor manera posible y pensar que te estás metiendo en un agujero. El otro mira las cosas más positivamente".
'Opposites' incluye un total de veinte canciones entre los dos discos y Biffy Clyro publicó también una versión reducida de este trabajo, con una selección de catorce temas. Además de Black Chandelier, publicaron tres sencillos más, Biblical, Biblical y Victory Over the Sun.
En 2015, la banda anuncia una pausa para descansar de las grabaciones y de las giras. En una entrevista afirman que tienen material nuevo, pero no se consideran preparados para trabajar aún con estos nuevos temas.
Hubo que esperar hasta marzo de 2016 para escuchar lo nuevo de Biffy Clyro, el sencillo titulado Wolves of Winter, que vino acompañado del anuncio del lanzamiento de un próximo álbum, cuyo título iba a ser titulado como Ellipsis. Este séptimo álbum de la banda escocesa se lanzó al mercado el 8 de julio de 2016, debutando en el primer puesto de las listas británicas. Grabado en su mayor parte en California, fue recibido con reseñas positivas por parte de la crítica, que valoró la diversidad de las canciones. En 2018 publicaron un álbum en vivo, MTV Unplugged: Live at Roundhouse, London, grabado el 8 de noviembre de 2017 junto al vídeos correspondiente y que recibió los elogios de la crítica, recibiendo el premio al Mejor Concierto en Vivo en los UK Music Video Awards 2018.
En abril de 2018, la banda escocesa anuncia que se encuentra trabajando de manera simultánea en dos nuevos álbumes, uno de los cuales iba a ser la banda sonora de la película Balance, Not Symmetry, estrenada en cines en junio de 2019.
El 14 de agosto de 2020, Biffy Clyro publica su octavo álbum de estudio, A Celebration of Endings, producido por Rich Costey y con el que debutan en el número uno de las listas británicas, convirtiéndose en el tercer álbum consecutivo de la banda en debutar en lo más alto. El 20 de febrero de ese mismo año ya había publicado un sencillo de adelanto, Instant History, que fue seguido por End Of en marzo. El lanzamiento del álbum, previsto inicialmente para mayo, se vio retrasado a causa de la pandemia del Covid-19, al igual que la gira de presentación.
En octubre de 2021 aparece el noveno álbum de los escoceses, The Myth of the Happily Ever After, considerado como una continuación del anterior y en el que se incluyen canciones que no tuvieron espacio en A Celebration of Endings. El álbum vino precedido por el estreno del sencillo Unknown Male 01
A principios de 2022, se estrenó un documental sobre Biffy Clyro a través de la plataforma de Amazon Prime Video, titulado Cultural Sons of Scotland, un documental considerado como intimista en el que se muestra todo el proceso de grabación de su álbum The Myth of the Happily Ever After.

## Miembros
Miembros actuales de la banda
- Simon Neil - guitarra y voces principales
- James Johnston - bajo, voces
- Ben Johnston - batería, percusión y voces.

Miembros adicionales en concierto
- Mike Vennart - Guitarra, coros
- Richard "Gambler" Ingram - Teclados

## Influencias externas
La banda cita como influencias a grupos que van desde los iluminados del Thrash Metal como Metallica hasta leyendas del rock progresivo. Mucha de la gente que habla de ellos los comparan con el sonido grunge de Nirvana y Foo Fighters. A menudo, cuando les preguntan, citan la inspiración de grupos como Pixies o Fugazi. Afirman que suelen escuchar bandas tan dispares y conocidas como Burning Airlines, Far, Jawbox, Kerbdog, Pantera, Soundgarden, Lightning Bolt, Drive Like Jehu, Mineral, Red House Painters, Sunny Day Real Estate y Weezer. En el Festival Leeds de 2010, Simon Neil llega a comentar que “Queens Of The Stone Age son la mejor banda de todo el mundo". Por otra parte, la novela de Mark Z. Danielewski, Only Revolutions, sirve de inspiración para el álbum de 2009 del mismo nombre. Han sido varias las colaboraciones de los escoceses con el escritor neoyorquino.

## Discografía
Álbumes de estudio
- Blackened Sky (2002)
- The Vertigo of Bliss (2003)
- Infinity Land (2004)
- Puzzle (2007)
- Only Revolutions (2009)
- Opposites (2013)
- Ellipsis (2016)
- Balance, Not Symmetry (2019)
- A Celebration of Endings (2020)
- The Myth of the Happily Ever After (2021)

Álbumes en directo
- Revolutions // Live At Wembley (2011)
- Opposites: Live from Glasgow (2013)
- MTV Unplugged: Live At Roundhouse London (2017)

Lados-B
- Singles: 2001-2005 (2008)
- Missing Pieces - The Puzzle B-Sides (2009)
- Lonely Revolutions (2010)
- Similarities (2014)